# Montgibaud
Montgibaud ist eine Gemeinde mit 251 Einwohnern (Stand 1. Januar 2022) am Rande des Zentralmassivs in Frankreich. Sie gehört zur Region Nouvelle-Aquitaine, zum Département Corrèze, zum Arrondissement Brive-la-Gaillarde und zum Kanton Uzerche. Nachbargemeinden sind Meuzac im Norden, Benayes im Osten, Salon-la-Tour im Südosten, Lubersac im Süden und Coussac-Bonneval im Westen.

## Bevölkerungsentwicklung
| Jahr      | 1962 | 1968 | 1975 | 1982 | 1990 | 1999 | 2004 | 2006 | 2009 | 2012 |
| --------- | ---- | ---- | ---- | ---- | ---- | ---- | ---- | ---- | ---- | ---- |
| Einwohner | 357  | 324  | 281  | 217  | 216  | 241  | 234  | 232  | 231  | 234  |